# تپه بزرگ مال امیری سفلی
تپه بزرگ مال امیری سفلی مربوط به دوران‌های تاریخی پس از اسلام است و در شهرستان صحنه، بخش مرکزی، روستای مال امیری واقع شده و این اثر در تاریخ ۳۰ تیر ۱۳۸۴ با شمارهٔ ثبت ۱۲۲۰۰ به‌عنوان یکی از آثار ملی ایران به ثبت رسیده است.